# Norbert Metz
Pour les articles homonymes, voir Metz (homonymie).
Norbert Metz, né le 2 février 1811 à Luxembourg et mort le 28 novembre 1885 à Eich, était un homme politique et industriel luxembourgeois.
Il était, à côté de ses frères Charles et Auguste (en), une des personnalités luxembourgeoises qui ont puissamment contribué à l'essor économique du Luxembourg.

## Norbert Metz, homme politique
Au cours de sa vie politique, Norbert Metz occupa plusieurs fonctions.
Il fut président de la Chambre des députés et de 1848-1853 membre du Gouvernement Willmar, où il était Administrateur général des Finances et des Affaires militaires. Son influence sur la politique étrangère était très grande.

## Norbert Metz, industriel
Norbert Metz a fait ses études d'ingénieur à l'École centrale de Paris (promotion 1833).
À la suite de la mort prématurée de ses deux frères (Charles en 1853 et Auguste (en) en 1854, il abandonna la carrière politique pour se consacrer à ses sociétés industrielles.
Norbert Metz eut de multiples activités :
- Sa première activité était celle de meunier et il était le dirigeant du groupement des meuniers dans la Société d'Industrie.
- À Arlon, il était actionnaire d'une manufacture de tabac.
- Avec son frère Auguste (en), il fonda en 1838 les forges de Berbourg.
- En 1843, ils obtinrent l'autorisation pour la transformation du minerai de fer.
- C'est l'invention de Henry Bessemer qui a contribué substantiellement à l'essor de la sidérurgie au Luxembourg.
- En 1871 a lieu la fondation de la forge Metz Metze Schmelz (plus tard appelée : Arbed Esch-Schifflange).
- Par fusion de plusieurs usines, en 1911 après la mort de Norbert Metz, et sous l'impulsion de son petit-neveu Émile Mayrisch, naît l'Arbed.
- La famille Metz a fondé la Fondation Norbert Metz, qui a contribué à la construction de l'hôpital d'Eich.